# Charlie Brown's All-Stars
Charlie Brown's All-Stars (en español Eres toda una estrella, Charlie Brown, Estrellas del baseball o Las estrellas de Charlie Brown)  es el segundo especial animado en horario prime-time basado en el popular cómic diario Peanuts, de Charles M. Schulz. Fue el primer especial de Peanuts en no ser temático de un día festivo. Se estrenó el 8 de junio de 1966 por la cadena CBS. Dejó de ser transmitido anualmente en 1972, y CBS lo transmitió por última vez en abril de 1982 (aunque Nickelodeon lo retransmitió en You're on Nickelodeon, Charlie Brown en los 90's). ABC volvió a transmitir el especial el 7 de abril de 2009 junto con It's the Easter Beagle, Charlie Brown. 
El 2 de marzo de 2004 fue lanzado como un bonus en el DVD de Lucy Must Be Traded, Charlie Brown, junto con It's Spring Training, Charlie Brown!. El 7 de julio de 2009 fue lanzado en DVD remasterizado como parte del boxset Peanuts 1960's Collection.

## Sinopsis
Luego de perder el primer juego de la temporada por 123-0, y de la renuncia de gran parte del equipo, Charlie Brown, frustrado y deprimido, no sabe qué hacer. Pero de repente, Linus le dice que el Sr. Hennessy, dueño de una ferretería local, se ofrece a llevar el equipo a las ligas organizadas, patrocinarlo y hasta darle uniformes. Pero con el equipo haciendo otras cosas, Linus le sugiere a Charlie que olvide la oferta del Sr. Hennessy.
Charlie Brown, emocionado, va a contarle a todos lo ocurrido. Al principio los chicos no quieren escucharlo, pero finalmente escuchan y Lucy dice que si consigue los uniformes, le darán a Charlie una oportunidad. Más tarde en su casa, Charlie Brown recibe una llamada telefónica del Sr. Hennessy, quién le dice que la liga no permite niñas o perros en el equipo. Charlie Brown trata de razonar con el Sr. Hennessy, pero las disposiciones son normas establecidas por la liga. Para no sacar a sus amigas y a Snoopy del equipo, Charlie Brown rechaza la oferta del Sr. Hennessy. 
Cuando Linus se entera de lo ocurrido, le dice a su amigo que Lucy lo descuartizará si se entera, y todo el equipo renunciará . Charlie Brown decide que no dirá nada, y que, con el equipo incentivado por la liga y los uniformes, ganarán, y, con esa victoria, olvidarán la oferta del Sr. Hennessy. Linus duda de que la idea de Charlie funcione, pero el cree que sí.
Poco a poco, el equipo empieza a jugar espectacularmente. Pero, cuando Charlie BRown intenta robarse el home, el equipo pierde por culpa suya. Lucy dice que de no ser por los uniformes, ellos no jugarían. Charlie confiesa, sin decir la razón, que rechazó la oferta del Sr Hennessy. Todos se van muy enfadados y Linus dice que Charlie rechazó la oferta porque no se permitían niñas ni perros en la liga.
Las chicas, arrepentidas, le hacen un uniforme a Charlie Brown para disculparse con la cobija de Linus, el cual dice "Nuestro Entrenador" (Our Manager) delante. Cuando se lo entregan, Charlie Brown se emociona y asegura que la próxima vez iban a ganar. Al día siguiente, cae una terrible lluvia, y, mientras Linus y Lucy comentan que se alegran de estar adentro, Charlie Brown está en el campo, diciendo que Se suponía que íbamos a entrenar, y que Un poco de lluvia no le hace daño a nadie. Cuando Linus aparece, le dice a Charlie que su uniforme estaba hecho con su vieja manta, y, resignado, Charlie lo deja usarlo como tal.

## Reparto
| Personaje     | Actor de Voz Original    | Actor de doblaje (Latinoamérica) | Actor de redoblaje (Latinoamérica) |
| ------------- | ------------------------ | -------------------------------- | ---------------------------------- |
| Charlie Brown | Peter Robbins            | Sofía Álvarez                    | José Manuel Vieira                 |
| Linus         | Christopher Shea         | Edmundo Santos Jr.               | Maythe Guedes                      |
| Lucy          | Sally Dryer              | Diana Santos                     | Lilo Schmid                        |
| Frieda        | Anna Altieri             | ¿?                               | Jhaidy Barboza                     |
| Schroeder     | Glenn Mendelson          | ¿?                               | Sergio Sáez                        |
| Sally         | Kathy Steinberg          | ¿?                               | Rossana Cicconi                    |
| Pig-Pen       | Geoffrey Ornstein        | Pili González                    | ¿?                                 |
| Violet Gray   | Karen Mendelson          | ¿?                               | Irina Indigo                       |
| Patty         | Lynn Vanderlip           | ¿?                               | María Teresa Hernández             |
| Shermy        | Gabrielle DeFaria Ritter | ¿?                               | ¿?                                 |
| Snoopy        | Bill Melendez            | Bill Melendez                    | Bill Melendez                      |

- El doblaje original fue hecho en México, dirigido por Edmundo Santos, en el estudio Grabaciones y Doblajes, a fines de los años '60.
- El redoblaje venezolano fue hecho para el programa-paquete Estás en Nickelodeon, Charlie Brown a fines de los años '90, en el M&M Studios en Caracas.

## Errores
- Al principio del episodio, Charlie Brown dice Tenemos 5 chicos, 3 chicas y un perro en el equipo, pero luego se ve a las 4 chicas jugar.
- Aunque Linus sabe mucho antes del partido por qué Charlie Brown renunció a los uniformes, también estalla en llanto como los demás cuando Charlie le da la noticia al resto del equipo.
- Luego de que Charlie Brown saltara en la soga con Patty, Frieda y Violeta; ellas 3 aparecen inmediatamente después en skates.
- En la escena del principio, luego de que a Charlie Brown se le cayera la pelota del guante, en el grupo de chicos que avanza hacia el aparece un niño más en lugar de Pig-Pen, junto a Shermy. Por lo tanto, en el equipo hay 11 jugadores, cuando solo 9 son necesarios.
- Luego de que Charlie Brown hable por teléfono con el Sr. Hennessy y le cuente la triste noticia a Linus, este último aparece sin nada en su cabeza. Luego, en un primer plano, Linus aparece con gorra de béisbol, y cuando termina el primer plano, esta desaparece.